# Le Temps des oubliés
Faisant suite à Une politique de la fragilité et à Blessures intimes, blessures sociales, Le Temps des oubliés forme le troisième tome du triptyque du philosophe français Fred Poché. 

## Contenu
L’auteur propose de penser la démocratie à partir des marges, des minoritaires ou des « subalternes », autrement dit, ceux que l’on oublie trop souvent dans les procédures de décisions « démocratiques » (pauvres, handicapés, ouvriers, membres des minorités culturelles, etc.). Le philosophe français s’efforce de prendre la voix des oubliés de la démocratie afin de remobiliser une puissance collective permettant à réenchanter la  politique par le bas. Cet ouvrage de philosophie sociale développe une réflexion soucieuse de décrire le processus actuel de dé-symbolisation. Il se termine par sept pistes pour refaire la démocratie.

## Prolongement
Fred Poché, "Les défis d'une paix durable face au processus de désymbolisation", RETM, 2009/3, n°255, p. 101-115 
Du même auteur : "Après la dé-symbolisation. Quel avenir pour les quartiers populaires ?", Cahiers de l’Atelier, n° 532 janvier-mars 2012, p. 45-54.